# (21105) 1992 PU1
1992 بي يو 1 (ويعرف أيضًا باسم (21105) 1992 بي يو 1 وفق تسمية الكوكب الصغير) (بالإنجليزية: 1992 PU1)‏ هو كويكب ضمن حزام الكويكبات؛ وترتيبه 21105 من حيث الاكتشاف.
اكتُشف هذا الجُرم الفلكي بواسطة إيريك والتر إلست في 8 أغسطس 1992.

## وصلات خارجية
- (21105) 1992 PU1 في قاعدة بيانات مختبر الدفع النفاث لأجرام النظام الشمسي الصغيرة

- الاكتشاف · مخطط المدار ·  العناصر المدارية · المعلمات المادية

- (21105) 1992 PU1 على موقع ويكي سكاي: DSS2, SDSS, GALEX, IRAS, Hydrogen α, X-Ray, Astrophoto, Sky Map, Articles and images